# 共产主义社会
在马克思主义思想中，共产主义社会或共产主义制度是生产力技术进步所假定产生的社会类型和经济制度，代表着共产主义政治意识形态的最终目标。共产主义社会的特点是生产资料共同所有，消费物品自由获取，无阶级、无国家、无货币，意味着劳动剥削的终结。
共产主义是社会经济发展的一个特定阶段，它以物质财富的极大丰富为前提，而物质财富的极大丰富是生产技术进步和社会生产关系相应变革的结果。这样就可以根据需要进行分配，并建立以自由联合的个人为基础的社会关系。
共产主义社会一词应有别于西方的共产主义国家概念，后者指的是由信奉马克思列宁主义变体的政党统治的国家。